# Jararaca-do-pampa
A jararaca-do-pampa (Bothrops pubescens), também conhecida como jararaca-pintada no Brasil; e como yarará uruguaya ou yarará oriental no Uruguai, é uma espécie de serpente da família Viperidae. É encontrada nas planícies do Pampa brasileiro e uruguaio.

## Distribuição
A espécie pode ser encontrada:
- no Brasil no estado do Rio Grande do Sul.
- no Uruguai nos departamentos de Artigas, Rivera, Tacuarembó, Cerro Largo, Treinta y Tres, Lavalleja, Maldonado, Canelones, Rocha e San José.